# Frank Houx

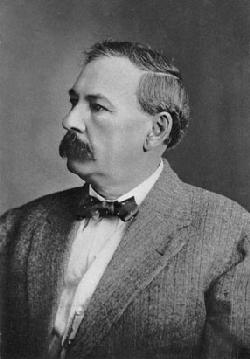
Frank L. Houx

Frank Lee Houx (* 12. Dezember 1860 in Lexington, Missouri; † 3. April 1941 in Cody, Wyoming) war ein US-amerikanischer Politiker (Demokratische Partei), der von 1917 bis 1919 der zehnte Gouverneur des Bundesstaates Wyoming war.

## Werdegang
Houx graduierte 1884 am Shaw's Business College in Kansas City, Missouri. Im nachfolgenden Jahr zog er nach Montana, wo er dem Viehgeschäft nachging, und zehn Jahre später nach Cody, Wyoming, wo er zweimal zum Bürgermeister von Cody gewählt wurde. Dann wurde er zweimal zum Secretary of State gewählt, bevor er nach der Wahl von Gouverneur John B. Kendrick in den US-Senat selbst Gouverneur wurde. Seine Amtszeit fiel während des Ersten Weltkrieges an, wo er die National Guard of Wyoming für den Bundesdienst mobilisierte. Ferner rief er den Wyoming Council for National Defense ein und nominierte Personen, die den Select Service Draft führten. Nachdem er 1918 bei seinem Wiederwahlversuch geschlagen wurde, ging er der Ölraffinierung in Texas nach, jedoch kehrte er 1935 nach Cody zurück, wo er auch verstarb.
Ferner war er zweimal verheiratet. Mit seiner ersten Ehefrau, Augusta Camp, hatte er drei gemeinsame Kinder und mit seiner zweiten Ehefrau, Ida Mason Christy, hatte er vier gemeinsame Kinder.